# Aeolesthes mutabiliaurea
Aeolesthes mutabiliaurea är en skalbaggsart som först beskrevs av Fernando Chiang 1951.  Aeolesthes mutabiliaurea ingår i släktet Aeolesthes och familjen långhorningar. Inga underarter finns listade i Catalogue of Life.